# The Godfather (série de filmes)
A série de filmes The Godfather consiste em três filmes de drama e suspense policial dirigidos por Francis Ford Coppola com base no romance homônimo do ítalo-americano Mario Puzo. A trilogia narra as tramas envolvendo a Família Corleone, umas das mais poderosas famílias da Máfia italiana nos Estados Unidos. O fundador do clã, Don Vito Corleone, imigrou da Itália no início do século XX, após a morte de seu pai, buscando um novo futuro na América. Eventualmente, Corleone torna-se um poderoso mafioso em Nova Iorque, tendo de dividir seu tempo entre as questões de sua complexa família e os lucrativos negócios.
Todos os três filmes foram dirigidos por Coppola e distribuídos pela Paramount Pictures em 1972, 1974 e 1990, respectivamente. A trilogia alcançou um grande sucesso comercial, sem precedentes para produções do gênero, rendendo mais de 550 milhões de dólares em bilheterias ao redor do mundo. Os dois primeiros filmes foram muito bem recebidos pela crítica e pelo público, sendo que o primeiro deles é considerado em vários meios como um dos maiores de todos os tempos. Já a sequência, The Godfather Part II, é considerada como uma das melhores sequências cinematográficas de Hollywood. A trilogia é multipremiada, tendo vencido 9 das 29 indicações aos Prêmios da Academia.

## Série de filmes

### The Godfather(1972)
The Godfather, o primeiro filmes da franquia, foi lançado em 15 de março de 1972. O longa-metragem foi dirigido por Francis Ford Coppola e baseado no romance homônimo de Mario Puzo. 
A trama se inicia com a recusa de Don Vito Corleone em unir-se ao traficante de drogas Virgil Sollozzo, levando a um atentado contra ele. Enquanto Don Corleone se recupera do atentado, seu filho mais velho, Sonny, assume os negócios da família, e Michael Corleone se vinga matanda Sollozzo e um policial corrupto envolvido no esquema. Logo após, Michael foge para a Sicília, onde conhece e se casa com uma bela jovem. Michael regressa aos Estados Unidos com a morte de seu irmão e recebe de Don Vito a permissão para seguir com os negócios. O mais novo mafioso decide mover os investimentos da família para Las Vegas, mas somente após matar cada um dos chefes das Cinco Famílias. 
Outras subtramas do filme incluem os abusos sofridos por Conny Corleone em seu  turbulento casamento, o sucesso do astro Johnny Fontaine em Los Angeles e os desafios enfrentados por Fredo Corleone em Las Vegas. 

### The Godfather Part II(1974)
O segundo filme da franquia, The Godfather Part II, foi lançado em 20 de dezembro de 1974. O longa-metragem foi dirigido por Francis Ford Coppola e retira elementos do romance homônimo de Mario Puzo. 
No enredo da franquia, o filme serve tanto como uma sequência quanto como uma prequela dos eventos de The Godfather. A trama principal se desenrola com Michael Corleone como o novo Don da Família Corleone e o mais poderoso mafioso de Nova Iorque. Enquanto Michael tenta conduzir seus investimentos em Las Vegas e resistir à pressão dos rivais, é contada também a história de seu pai desde quando chegou no país vindo da Itália, passando por sua juventude conturbada e como se estabeleceu na máfia. 

### The Godfather Part III(1990)
O terceiro filme da franquia, The Godfather Part III, foi lançado em 25 de dezembro de 1990. Francis Ford Coppola assumiu novamente a direção do filme, mas desta vez atuando também como roteirista ao lado de Mario Puzo. 
O filme narra os últimos acontecimentos da vida de Michael Corleone, agora um maduro mafioso que tenta mascarar suas ações obscuras da sociedade. O enredo também traça paralelos com eventos reais da época, como a morte do Papa João Paulo I em 1978 e o escândalo do Banco do Vaticano entre 1981 e 1983. 

### Futuro
Coppola afirmou que, devido ao estrondoso sucesso de The Godfather Part III, houve a ideia de produzir um quarto filme para a franquia, o que eventualmente não chegou a ser concretizado por conta da morte de Puzo. O diretor também afirmou que Puzo havia escrito parte de um possível roteiro para o quarto filme, no qual Robert De Niro reprisaria seu papel como o jovem Vito Corleone na Nova Iorque da década de 1930 e contaria ainda com Andy García como Vincent Corleone atormentado pela morte de Mary. Certa vez, García afirmou que tal roteiro estaria sendo escrito. O texto deixado por Puzo, no entanto, foi adaptado e expandido para dar origem ao romance The Family Corleone, escrito por Ed Falco e publicado em 2012. Durante muito tempo após a morte do autor, os herdeiros impediram que a Paramount realizasse outro filme com base em suas obras, o que eventualmente foi deixado de lado.

## Produção e desenvolvimento

### The Godfather
O desenvolvimento da franquia The Godfather teve início com o próprio Francis Ford Coppola, que desejava realizar uma adaptação cinematográfica da obra de Mario Puzo. Em pouco tempo, ambos juntaram-se para escrever o roteiro. Coppola inspirou-se no romance de Puzo por conta de seu grande sucesso comercial, chegando a atingir mais de 1 milhão de cópias vendidas em sua semana de lançamento. Desde o início do projeto, o jovem diretor tinha em mente unir alguns atores de grande potencial do cinema estadunidense, como Al Pacino (que não foi muito bem aceito pelos produtores à princípio), James Caan e Robert Duvall; além do já consagrado Marlon Brando. A Paramount Pictures interessou-se pelo projeto e adquiriu os direitos de produção da obra de Puzo e encarregou Coppola da direção do longa-metragem.
Já com todos os recursos dispostos, Coppola deu início às filmagens do primeiro filme, que seriam concluídas em 62 dias, contando também com as inúmeras viagens entre a Sicília, Nova Iorque e Las Vegas, locações principais. Coppola realizou um grande encargo ao conduzir todo o processo de filmagem de The Godfather e ainda em tempo estipulado pela companhia produtora.
O primeiro filme foi produzido a custo de dois milhões de dólares, um orçamento relativamente alto para os padrões da época. Um dos maiores desafios da produção foi, no entanto, adaptar o roteiro para a década de 1940, chegando a ser discutida a probabilidade de rodar o filme na própria década de 1970 para redução dos custos.
O primeiro filme foi lançado em 1972, alcançando um estrondoso sucesso comercial e de crítica e pavimentando o caminho para mais duas sequências. O filme foi indicado a 11 categorias do Óscar, das quais venceu 3 categorias, incluindo o prêmio de Melhor Ator para Marlon Brando.

## Jogos eletrônicos
A série The Godfather recebeu três jogos eletrônicos: The Godfather, The Godfather: The Game e The Godfather II.

## Elenco
| Personagem                 | Filme                 | Filme                           | Filme                  |
| Personagem                 | The Godfather         | The Godfather Part II           | The Godfather Part III |
| -------------------------- | --------------------- | ------------------------------- | ---------------------- |
| Michael Corleone           | Al Pacino             | Al Pacino                       | Al Pacino              |
| Vito Corleone              | Marlon Brando         | Robert De Niro Oreste Baldini   |                        |
| Tom Hagen                  | Robert Duvall         | Robert Duvall                   |                        |
| Sonny Corleone             | James Caan            | James Caan                      |                        |
| Peter Clemenza             | Richard S. Castellano | Bruno Kirby                     |                        |
| Capitão McCluskey          | Sterling Hayden       |                                 |                        |
| Jack Woltz                 | John Marley           |                                 |                        |
| Emilio Barzini             | Richard Conte         |                                 |                        |
| Kay Adams-Corleone         | Diane Keaton          | Diane Keaton                    | Diane Keaton           |
| Apollonia Vitelli-Corleone | Simonetta Stefanelli  |                                 | Simonetta Stefanelli   |
| Virgil Sollozzo            | Al Lettieri           |                                 |                        |
| Salvatore Tessio           | Abe Vigoda            | Abe Vigoda John Aprea           |                        |
| Connie Corleone            | Talia Shire           | Talia Shire                     | Talia Shire            |
| Carlo Rizzi                | Gianni Russo          | Gianni Russo                    |                        |
| Fredo Corleone             | John Cazale           | John Cazale                     | John Cazale            |
| Carmine Cuneo              | Rudy Bond             |                                 |                        |
| Johnny Fontane             | Al Martino            |                                 | Al Martino             |
| Carmela Corleone           | Morgana King          | Morgana King Francesca De Sapio |                        |
| Luca Brasi                 | Lenny Montana         |                                 |                        |
| Al Neri                    | Richard Bright        | Richard Bright                  | Richard Bright         |
| Bruno Tattaglia            | Tony Giorgio          |                                 |                        |
| Lucy Mancini               | Jeannie Linero        |                                 | Jeannie Linero         |
| Vincent Mancini            |                       |                                 | Andy García            |
| Osvaldo Altobello          |                       |                                 | Eli Wallach            |
| Joey Zasa                  |                       |                                 | Joe Mantegna           |
| B J Harrison               |                       |                                 | George Hamilton        |
| Mary Corleone              |                       |                                 | Sofia Coppola          |
| Cardeal Lamberto           |                       |                                 | Raf Vallone            |
| Anthony Corleone           |                       |                                 | Franc D'Ambrosio       |
| Arcebispo Gilday           |                       |                                 | Donal Donnelly         |
| Don Tommasino              | Corrado Gaipa         | Mario Cotone                    | Vittorio Duse          |
| Licio Lucchesi             |                       |                                 | Enzo Robutti           |
| Francesca Corleone         | Jeanne Savarino Pesch | Jeanne Savarino Pesch           | Jeanne Savarino Pesch  |
| Kathryn Corleone           | Janet Savarino Smith  | Janet Savarino Smith            | Janet Savarino Smith   |
| Albert Volpe               |                       |                                 | Carmine Caridi         |

## Equipe
| Ocupação                  | Filme                                 | Filme                                   | Filme                                    |
| Ocupação                  | The Godfather                         | The Godfather Part II                   | The Godfather Part III                   |
| Ocupação                  | 1972                                  | 1974                                    | 1990                                     |
| ------------------------- | ------------------------------------- | --------------------------------------- | ---------------------------------------- |
| Diretor                   | Francis Ford Coppola                  | Francis Ford Coppola                    | Francis Ford Coppola                     |
| Roteirista(s)             | Mario Puzo Francis Ford Coppola       | Mario Puzo Francis Ford Coppola         | Mario Puzo Francis Ford Coppola          |
| Produtor(es)              | Albert S. Ruddy                       | Francis Ford Coppola                    | Francis Ford Coppola                     |
| Editor(es)                | Peter Zinner William Reynolds         | Barry Malkin Peter Zinner Richard Marks | Barry Malkin Walter Murch Lisa Fruchtman |
| Compositor(es)            | Nino Rota                             | Nino Rota                               | Carmine Coppola                          |
| Cinematografia            | Gordon Willis                         | Gordon Willis                           | Gordon Willis                            |
| Companhia(s) Produtor(as) | Alfran Productions Paramount Pictures | Paramount Pictures The Coppola Company  | Zoetrope Studios Paramount Pictures      |
| Distribuidor              | Paramount Pictures                    | Paramount Pictures                      | Paramount Pictures                       |

## Recepção

### Prêmios e indicações
Prêmios da Academia
Os três filmes juntos receberam 29 indicações aos Prêmios da Academia, das quais venceram nove. Para a categoria de Melhor Ator Coadjuvante, The Godfather e The Godfather Part II tiveram três atores indicados (James Caan, Robert Duvall e Al Pacino, em 1973; Robert De Niro, Michael V. Gazzo e Lee Strasberg, em 1975), algo raramente alcançado por outro filme. Os dois primeiros filmes da franquia também venceram o prêmio de Melhor Filme em 1973 e 1975, respectivamente. Um fato curioso se deu na cerimônia de 1973, quando Marlon Brando, já com uma imagem desgastada no cinema, recusou publicamente seu prêmio. O ator enviou uma mensagem escrita aos espectadores da cerimônia, na qual expunha seus motivos.
| Categoria                | Prêmios da Academia para The Godfather | Prêmios da Academia para The Godfather | Prêmios da Academia para The Godfather |
| Categoria                | The Godfather                          | The Godfather Part II                  | The Godfather Part III                 |
| ------------------------ | -------------------------------------- | -------------------------------------- | -------------------------------------- |
| Melhor Filme             | Venceu                                 | Venceu                                 | Indicado                               |
| Melhor Diretor           | Indicado                               | Venceu                                 | Indicado                               |
| Melhor Ator              | Venceu (Marlon Brando)                 | Indicado (Al Pacino)                   |                                        |
| Melhor Ator Coadjuvante  | Indicado                               | Venceu (Robert De Niro)                | Indicado (Andy García)                 |
| Melhor Atriz Coadjuvante |                                        | Indicado (Talia Shire)                 |                                        |
| Melhor Direção de Arte   |                                        | Venceu                                 | Indicado                               |
| Melhor Cinematografia    |                                        |                                        | Indicado                               |
| Melhor Figurino          | Indicado                               | Indicado                               |                                        |
| Melhor Edição            | Indicado                               |                                        | Indicado                               |
| Melhor Som               | Indicado                               |                                        |                                        |
| Melhor Roteiro Adaptado  | Venceu                                 | Venceu                                 |                                        |